# Fourchette (échecs)
Pour les articles homonymes, voir Fourchette (homonymie).
Cet article utilise la notation algébrique pour décrire des coups du jeu d'échecs.
Aux échecs, une fourchette est un coup tactique qui attaque deux pièces adverses ou plus à la fois, ceci afin d'obtenir un avantage matériel. En général, l'adversaire ne pouvant protéger qu'une seule des pièces attaquées, une autre sera perdue. On parle d'une pièce « faisant une fourchette » et de pièces « prises en fourchette ».

## Types de fourchette
|   | a | b | c | d | e | f | g | h |   |
| 8 | Tour noire sur case blanche a8 · Roi noir sur case blanche d7 · Cavalier blanc sur case noire b6 · Roi blanc sur case blanche b5 · Pion blanc sur case noire b4 | Tour noire sur case blanche a8 · Roi noir sur case blanche d7 · Cavalier blanc sur case noire b6 · Roi blanc sur case blanche b5 · Pion blanc sur case noire b4 | Tour noire sur case blanche a8 · Roi noir sur case blanche d7 · Cavalier blanc sur case noire b6 · Roi blanc sur case blanche b5 · Pion blanc sur case noire b4 | Tour noire sur case blanche a8 · Roi noir sur case blanche d7 · Cavalier blanc sur case noire b6 · Roi blanc sur case blanche b5 · Pion blanc sur case noire b4 | Tour noire sur case blanche a8 · Roi noir sur case blanche d7 · Cavalier blanc sur case noire b6 · Roi blanc sur case blanche b5 · Pion blanc sur case noire b4 | Tour noire sur case blanche a8 · Roi noir sur case blanche d7 · Cavalier blanc sur case noire b6 · Roi blanc sur case blanche b5 · Pion blanc sur case noire b4 | Tour noire sur case blanche a8 · Roi noir sur case blanche d7 · Cavalier blanc sur case noire b6 · Roi blanc sur case blanche b5 · Pion blanc sur case noire b4 | Tour noire sur case blanche a8 · Roi noir sur case blanche d7 · Cavalier blanc sur case noire b6 · Roi blanc sur case blanche b5 · Pion blanc sur case noire b4 | 8 |
| 7 | Tour noire sur case blanche a8 · Roi noir sur case blanche d7 · Cavalier blanc sur case noire b6 · Roi blanc sur case blanche b5 · Pion blanc sur case noire b4 | Tour noire sur case blanche a8 · Roi noir sur case blanche d7 · Cavalier blanc sur case noire b6 · Roi blanc sur case blanche b5 · Pion blanc sur case noire b4 | Tour noire sur case blanche a8 · Roi noir sur case blanche d7 · Cavalier blanc sur case noire b6 · Roi blanc sur case blanche b5 · Pion blanc sur case noire b4 | Tour noire sur case blanche a8 · Roi noir sur case blanche d7 · Cavalier blanc sur case noire b6 · Roi blanc sur case blanche b5 · Pion blanc sur case noire b4 | Tour noire sur case blanche a8 · Roi noir sur case blanche d7 · Cavalier blanc sur case noire b6 · Roi blanc sur case blanche b5 · Pion blanc sur case noire b4 | Tour noire sur case blanche a8 · Roi noir sur case blanche d7 · Cavalier blanc sur case noire b6 · Roi blanc sur case blanche b5 · Pion blanc sur case noire b4 | Tour noire sur case blanche a8 · Roi noir sur case blanche d7 · Cavalier blanc sur case noire b6 · Roi blanc sur case blanche b5 · Pion blanc sur case noire b4 | Tour noire sur case blanche a8 · Roi noir sur case blanche d7 · Cavalier blanc sur case noire b6 · Roi blanc sur case blanche b5 · Pion blanc sur case noire b4 | 7 |
| 6 | Tour noire sur case blanche a8 · Roi noir sur case blanche d7 · Cavalier blanc sur case noire b6 · Roi blanc sur case blanche b5 · Pion blanc sur case noire b4 | Tour noire sur case blanche a8 · Roi noir sur case blanche d7 · Cavalier blanc sur case noire b6 · Roi blanc sur case blanche b5 · Pion blanc sur case noire b4 | Tour noire sur case blanche a8 · Roi noir sur case blanche d7 · Cavalier blanc sur case noire b6 · Roi blanc sur case blanche b5 · Pion blanc sur case noire b4 | Tour noire sur case blanche a8 · Roi noir sur case blanche d7 · Cavalier blanc sur case noire b6 · Roi blanc sur case blanche b5 · Pion blanc sur case noire b4 | Tour noire sur case blanche a8 · Roi noir sur case blanche d7 · Cavalier blanc sur case noire b6 · Roi blanc sur case blanche b5 · Pion blanc sur case noire b4 | Tour noire sur case blanche a8 · Roi noir sur case blanche d7 · Cavalier blanc sur case noire b6 · Roi blanc sur case blanche b5 · Pion blanc sur case noire b4 | Tour noire sur case blanche a8 · Roi noir sur case blanche d7 · Cavalier blanc sur case noire b6 · Roi blanc sur case blanche b5 · Pion blanc sur case noire b4 | Tour noire sur case blanche a8 · Roi noir sur case blanche d7 · Cavalier blanc sur case noire b6 · Roi blanc sur case blanche b5 · Pion blanc sur case noire b4 | 6 |
| 5 | Tour noire sur case blanche a8 · Roi noir sur case blanche d7 · Cavalier blanc sur case noire b6 · Roi blanc sur case blanche b5 · Pion blanc sur case noire b4 | Tour noire sur case blanche a8 · Roi noir sur case blanche d7 · Cavalier blanc sur case noire b6 · Roi blanc sur case blanche b5 · Pion blanc sur case noire b4 | Tour noire sur case blanche a8 · Roi noir sur case blanche d7 · Cavalier blanc sur case noire b6 · Roi blanc sur case blanche b5 · Pion blanc sur case noire b4 | Tour noire sur case blanche a8 · Roi noir sur case blanche d7 · Cavalier blanc sur case noire b6 · Roi blanc sur case blanche b5 · Pion blanc sur case noire b4 | Tour noire sur case blanche a8 · Roi noir sur case blanche d7 · Cavalier blanc sur case noire b6 · Roi blanc sur case blanche b5 · Pion blanc sur case noire b4 | Tour noire sur case blanche a8 · Roi noir sur case blanche d7 · Cavalier blanc sur case noire b6 · Roi blanc sur case blanche b5 · Pion blanc sur case noire b4 | Tour noire sur case blanche a8 · Roi noir sur case blanche d7 · Cavalier blanc sur case noire b6 · Roi blanc sur case blanche b5 · Pion blanc sur case noire b4 | Tour noire sur case blanche a8 · Roi noir sur case blanche d7 · Cavalier blanc sur case noire b6 · Roi blanc sur case blanche b5 · Pion blanc sur case noire b4 | 5 |
| 4 | Tour noire sur case blanche a8 · Roi noir sur case blanche d7 · Cavalier blanc sur case noire b6 · Roi blanc sur case blanche b5 · Pion blanc sur case noire b4 | Tour noire sur case blanche a8 · Roi noir sur case blanche d7 · Cavalier blanc sur case noire b6 · Roi blanc sur case blanche b5 · Pion blanc sur case noire b4 | Tour noire sur case blanche a8 · Roi noir sur case blanche d7 · Cavalier blanc sur case noire b6 · Roi blanc sur case blanche b5 · Pion blanc sur case noire b4 | Tour noire sur case blanche a8 · Roi noir sur case blanche d7 · Cavalier blanc sur case noire b6 · Roi blanc sur case blanche b5 · Pion blanc sur case noire b4 | Tour noire sur case blanche a8 · Roi noir sur case blanche d7 · Cavalier blanc sur case noire b6 · Roi blanc sur case blanche b5 · Pion blanc sur case noire b4 | Tour noire sur case blanche a8 · Roi noir sur case blanche d7 · Cavalier blanc sur case noire b6 · Roi blanc sur case blanche b5 · Pion blanc sur case noire b4 | Tour noire sur case blanche a8 · Roi noir sur case blanche d7 · Cavalier blanc sur case noire b6 · Roi blanc sur case blanche b5 · Pion blanc sur case noire b4 | Tour noire sur case blanche a8 · Roi noir sur case blanche d7 · Cavalier blanc sur case noire b6 · Roi blanc sur case blanche b5 · Pion blanc sur case noire b4 | 4 |
| 3 | Tour noire sur case blanche a8 · Roi noir sur case blanche d7 · Cavalier blanc sur case noire b6 · Roi blanc sur case blanche b5 · Pion blanc sur case noire b4 | Tour noire sur case blanche a8 · Roi noir sur case blanche d7 · Cavalier blanc sur case noire b6 · Roi blanc sur case blanche b5 · Pion blanc sur case noire b4 | Tour noire sur case blanche a8 · Roi noir sur case blanche d7 · Cavalier blanc sur case noire b6 · Roi blanc sur case blanche b5 · Pion blanc sur case noire b4 | Tour noire sur case blanche a8 · Roi noir sur case blanche d7 · Cavalier blanc sur case noire b6 · Roi blanc sur case blanche b5 · Pion blanc sur case noire b4 | Tour noire sur case blanche a8 · Roi noir sur case blanche d7 · Cavalier blanc sur case noire b6 · Roi blanc sur case blanche b5 · Pion blanc sur case noire b4 | Tour noire sur case blanche a8 · Roi noir sur case blanche d7 · Cavalier blanc sur case noire b6 · Roi blanc sur case blanche b5 · Pion blanc sur case noire b4 | Tour noire sur case blanche a8 · Roi noir sur case blanche d7 · Cavalier blanc sur case noire b6 · Roi blanc sur case blanche b5 · Pion blanc sur case noire b4 | Tour noire sur case blanche a8 · Roi noir sur case blanche d7 · Cavalier blanc sur case noire b6 · Roi blanc sur case blanche b5 · Pion blanc sur case noire b4 | 3 |
| 2 | Tour noire sur case blanche a8 · Roi noir sur case blanche d7 · Cavalier blanc sur case noire b6 · Roi blanc sur case blanche b5 · Pion blanc sur case noire b4 | Tour noire sur case blanche a8 · Roi noir sur case blanche d7 · Cavalier blanc sur case noire b6 · Roi blanc sur case blanche b5 · Pion blanc sur case noire b4 | Tour noire sur case blanche a8 · Roi noir sur case blanche d7 · Cavalier blanc sur case noire b6 · Roi blanc sur case blanche b5 · Pion blanc sur case noire b4 | Tour noire sur case blanche a8 · Roi noir sur case blanche d7 · Cavalier blanc sur case noire b6 · Roi blanc sur case blanche b5 · Pion blanc sur case noire b4 | Tour noire sur case blanche a8 · Roi noir sur case blanche d7 · Cavalier blanc sur case noire b6 · Roi blanc sur case blanche b5 · Pion blanc sur case noire b4 | Tour noire sur case blanche a8 · Roi noir sur case blanche d7 · Cavalier blanc sur case noire b6 · Roi blanc sur case blanche b5 · Pion blanc sur case noire b4 | Tour noire sur case blanche a8 · Roi noir sur case blanche d7 · Cavalier blanc sur case noire b6 · Roi blanc sur case blanche b5 · Pion blanc sur case noire b4 | Tour noire sur case blanche a8 · Roi noir sur case blanche d7 · Cavalier blanc sur case noire b6 · Roi blanc sur case blanche b5 · Pion blanc sur case noire b4 | 2 |
| 1 | Tour noire sur case blanche a8 · Roi noir sur case blanche d7 · Cavalier blanc sur case noire b6 · Roi blanc sur case blanche b5 · Pion blanc sur case noire b4 | Tour noire sur case blanche a8 · Roi noir sur case blanche d7 · Cavalier blanc sur case noire b6 · Roi blanc sur case blanche b5 · Pion blanc sur case noire b4 | Tour noire sur case blanche a8 · Roi noir sur case blanche d7 · Cavalier blanc sur case noire b6 · Roi blanc sur case blanche b5 · Pion blanc sur case noire b4 | Tour noire sur case blanche a8 · Roi noir sur case blanche d7 · Cavalier blanc sur case noire b6 · Roi blanc sur case blanche b5 · Pion blanc sur case noire b4 | Tour noire sur case blanche a8 · Roi noir sur case blanche d7 · Cavalier blanc sur case noire b6 · Roi blanc sur case blanche b5 · Pion blanc sur case noire b4 | Tour noire sur case blanche a8 · Roi noir sur case blanche d7 · Cavalier blanc sur case noire b6 · Roi blanc sur case blanche b5 · Pion blanc sur case noire b4 | Tour noire sur case blanche a8 · Roi noir sur case blanche d7 · Cavalier blanc sur case noire b6 · Roi blanc sur case blanche b5 · Pion blanc sur case noire b4 | Tour noire sur case blanche a8 · Roi noir sur case blanche d7 · Cavalier blanc sur case noire b6 · Roi blanc sur case blanche b5 · Pion blanc sur case noire b4 | 1 |
|   | a | b | c | d | e | f | g | h |   |

On peut distinguer les types de doubles menaces d'après le type de la pièce attaquante. Par exemple, dans une fourchette de cavalier, c'est un cavalier qui attaque en général deux pièces adverses en même temps. Tous les types de pièce, y compris le roi, sont susceptibles de faire une double menace, avec cette réserve qu'un roi ne peut pas prendre en fourchette une pièce qui le menacerait car il est interdit de se mettre en échec. N'importe quel type de pièce peuvent être pris en double menace.
Le cavalier est souvent utilisé pour faire des fourchettes et il est le plus redoutable car aucune des pièces menacées ne peut le prendre (sauf si c'est un autre cavalier auquel cas la fourchette n'est en général pas effective).
|   | a | b | c | d | e | f | g | h |   |
| 8 | Tour noire sur case noire d8 · Roi noir sur case blanche e8 · Pion noir sur case blanche b3 · Tour blanche sur case noire a1 · Tour blanche sur case noire c1 · Roi blanc sur case noire e1 | Tour noire sur case noire d8 · Roi noir sur case blanche e8 · Pion noir sur case blanche b3 · Tour blanche sur case noire a1 · Tour blanche sur case noire c1 · Roi blanc sur case noire e1 | Tour noire sur case noire d8 · Roi noir sur case blanche e8 · Pion noir sur case blanche b3 · Tour blanche sur case noire a1 · Tour blanche sur case noire c1 · Roi blanc sur case noire e1 | Tour noire sur case noire d8 · Roi noir sur case blanche e8 · Pion noir sur case blanche b3 · Tour blanche sur case noire a1 · Tour blanche sur case noire c1 · Roi blanc sur case noire e1 | Tour noire sur case noire d8 · Roi noir sur case blanche e8 · Pion noir sur case blanche b3 · Tour blanche sur case noire a1 · Tour blanche sur case noire c1 · Roi blanc sur case noire e1 | Tour noire sur case noire d8 · Roi noir sur case blanche e8 · Pion noir sur case blanche b3 · Tour blanche sur case noire a1 · Tour blanche sur case noire c1 · Roi blanc sur case noire e1 | Tour noire sur case noire d8 · Roi noir sur case blanche e8 · Pion noir sur case blanche b3 · Tour blanche sur case noire a1 · Tour blanche sur case noire c1 · Roi blanc sur case noire e1 | Tour noire sur case noire d8 · Roi noir sur case blanche e8 · Pion noir sur case blanche b3 · Tour blanche sur case noire a1 · Tour blanche sur case noire c1 · Roi blanc sur case noire e1 | 8 |
| 7 | Tour noire sur case noire d8 · Roi noir sur case blanche e8 · Pion noir sur case blanche b3 · Tour blanche sur case noire a1 · Tour blanche sur case noire c1 · Roi blanc sur case noire e1 | Tour noire sur case noire d8 · Roi noir sur case blanche e8 · Pion noir sur case blanche b3 · Tour blanche sur case noire a1 · Tour blanche sur case noire c1 · Roi blanc sur case noire e1 | Tour noire sur case noire d8 · Roi noir sur case blanche e8 · Pion noir sur case blanche b3 · Tour blanche sur case noire a1 · Tour blanche sur case noire c1 · Roi blanc sur case noire e1 | Tour noire sur case noire d8 · Roi noir sur case blanche e8 · Pion noir sur case blanche b3 · Tour blanche sur case noire a1 · Tour blanche sur case noire c1 · Roi blanc sur case noire e1 | Tour noire sur case noire d8 · Roi noir sur case blanche e8 · Pion noir sur case blanche b3 · Tour blanche sur case noire a1 · Tour blanche sur case noire c1 · Roi blanc sur case noire e1 | Tour noire sur case noire d8 · Roi noir sur case blanche e8 · Pion noir sur case blanche b3 · Tour blanche sur case noire a1 · Tour blanche sur case noire c1 · Roi blanc sur case noire e1 | Tour noire sur case noire d8 · Roi noir sur case blanche e8 · Pion noir sur case blanche b3 · Tour blanche sur case noire a1 · Tour blanche sur case noire c1 · Roi blanc sur case noire e1 | Tour noire sur case noire d8 · Roi noir sur case blanche e8 · Pion noir sur case blanche b3 · Tour blanche sur case noire a1 · Tour blanche sur case noire c1 · Roi blanc sur case noire e1 | 7 |
| 6 | Tour noire sur case noire d8 · Roi noir sur case blanche e8 · Pion noir sur case blanche b3 · Tour blanche sur case noire a1 · Tour blanche sur case noire c1 · Roi blanc sur case noire e1 | Tour noire sur case noire d8 · Roi noir sur case blanche e8 · Pion noir sur case blanche b3 · Tour blanche sur case noire a1 · Tour blanche sur case noire c1 · Roi blanc sur case noire e1 | Tour noire sur case noire d8 · Roi noir sur case blanche e8 · Pion noir sur case blanche b3 · Tour blanche sur case noire a1 · Tour blanche sur case noire c1 · Roi blanc sur case noire e1 | Tour noire sur case noire d8 · Roi noir sur case blanche e8 · Pion noir sur case blanche b3 · Tour blanche sur case noire a1 · Tour blanche sur case noire c1 · Roi blanc sur case noire e1 | Tour noire sur case noire d8 · Roi noir sur case blanche e8 · Pion noir sur case blanche b3 · Tour blanche sur case noire a1 · Tour blanche sur case noire c1 · Roi blanc sur case noire e1 | Tour noire sur case noire d8 · Roi noir sur case blanche e8 · Pion noir sur case blanche b3 · Tour blanche sur case noire a1 · Tour blanche sur case noire c1 · Roi blanc sur case noire e1 | Tour noire sur case noire d8 · Roi noir sur case blanche e8 · Pion noir sur case blanche b3 · Tour blanche sur case noire a1 · Tour blanche sur case noire c1 · Roi blanc sur case noire e1 | Tour noire sur case noire d8 · Roi noir sur case blanche e8 · Pion noir sur case blanche b3 · Tour blanche sur case noire a1 · Tour blanche sur case noire c1 · Roi blanc sur case noire e1 | 6 |
| 5 | Tour noire sur case noire d8 · Roi noir sur case blanche e8 · Pion noir sur case blanche b3 · Tour blanche sur case noire a1 · Tour blanche sur case noire c1 · Roi blanc sur case noire e1 | Tour noire sur case noire d8 · Roi noir sur case blanche e8 · Pion noir sur case blanche b3 · Tour blanche sur case noire a1 · Tour blanche sur case noire c1 · Roi blanc sur case noire e1 | Tour noire sur case noire d8 · Roi noir sur case blanche e8 · Pion noir sur case blanche b3 · Tour blanche sur case noire a1 · Tour blanche sur case noire c1 · Roi blanc sur case noire e1 | Tour noire sur case noire d8 · Roi noir sur case blanche e8 · Pion noir sur case blanche b3 · Tour blanche sur case noire a1 · Tour blanche sur case noire c1 · Roi blanc sur case noire e1 | Tour noire sur case noire d8 · Roi noir sur case blanche e8 · Pion noir sur case blanche b3 · Tour blanche sur case noire a1 · Tour blanche sur case noire c1 · Roi blanc sur case noire e1 | Tour noire sur case noire d8 · Roi noir sur case blanche e8 · Pion noir sur case blanche b3 · Tour blanche sur case noire a1 · Tour blanche sur case noire c1 · Roi blanc sur case noire e1 | Tour noire sur case noire d8 · Roi noir sur case blanche e8 · Pion noir sur case blanche b3 · Tour blanche sur case noire a1 · Tour blanche sur case noire c1 · Roi blanc sur case noire e1 | Tour noire sur case noire d8 · Roi noir sur case blanche e8 · Pion noir sur case blanche b3 · Tour blanche sur case noire a1 · Tour blanche sur case noire c1 · Roi blanc sur case noire e1 | 5 |
| 4 | Tour noire sur case noire d8 · Roi noir sur case blanche e8 · Pion noir sur case blanche b3 · Tour blanche sur case noire a1 · Tour blanche sur case noire c1 · Roi blanc sur case noire e1 | Tour noire sur case noire d8 · Roi noir sur case blanche e8 · Pion noir sur case blanche b3 · Tour blanche sur case noire a1 · Tour blanche sur case noire c1 · Roi blanc sur case noire e1 | Tour noire sur case noire d8 · Roi noir sur case blanche e8 · Pion noir sur case blanche b3 · Tour blanche sur case noire a1 · Tour blanche sur case noire c1 · Roi blanc sur case noire e1 | Tour noire sur case noire d8 · Roi noir sur case blanche e8 · Pion noir sur case blanche b3 · Tour blanche sur case noire a1 · Tour blanche sur case noire c1 · Roi blanc sur case noire e1 | Tour noire sur case noire d8 · Roi noir sur case blanche e8 · Pion noir sur case blanche b3 · Tour blanche sur case noire a1 · Tour blanche sur case noire c1 · Roi blanc sur case noire e1 | Tour noire sur case noire d8 · Roi noir sur case blanche e8 · Pion noir sur case blanche b3 · Tour blanche sur case noire a1 · Tour blanche sur case noire c1 · Roi blanc sur case noire e1 | Tour noire sur case noire d8 · Roi noir sur case blanche e8 · Pion noir sur case blanche b3 · Tour blanche sur case noire a1 · Tour blanche sur case noire c1 · Roi blanc sur case noire e1 | Tour noire sur case noire d8 · Roi noir sur case blanche e8 · Pion noir sur case blanche b3 · Tour blanche sur case noire a1 · Tour blanche sur case noire c1 · Roi blanc sur case noire e1 | 4 |
| 3 | Tour noire sur case noire d8 · Roi noir sur case blanche e8 · Pion noir sur case blanche b3 · Tour blanche sur case noire a1 · Tour blanche sur case noire c1 · Roi blanc sur case noire e1 | Tour noire sur case noire d8 · Roi noir sur case blanche e8 · Pion noir sur case blanche b3 · Tour blanche sur case noire a1 · Tour blanche sur case noire c1 · Roi blanc sur case noire e1 | Tour noire sur case noire d8 · Roi noir sur case blanche e8 · Pion noir sur case blanche b3 · Tour blanche sur case noire a1 · Tour blanche sur case noire c1 · Roi blanc sur case noire e1 | Tour noire sur case noire d8 · Roi noir sur case blanche e8 · Pion noir sur case blanche b3 · Tour blanche sur case noire a1 · Tour blanche sur case noire c1 · Roi blanc sur case noire e1 | Tour noire sur case noire d8 · Roi noir sur case blanche e8 · Pion noir sur case blanche b3 · Tour blanche sur case noire a1 · Tour blanche sur case noire c1 · Roi blanc sur case noire e1 | Tour noire sur case noire d8 · Roi noir sur case blanche e8 · Pion noir sur case blanche b3 · Tour blanche sur case noire a1 · Tour blanche sur case noire c1 · Roi blanc sur case noire e1 | Tour noire sur case noire d8 · Roi noir sur case blanche e8 · Pion noir sur case blanche b3 · Tour blanche sur case noire a1 · Tour blanche sur case noire c1 · Roi blanc sur case noire e1 | Tour noire sur case noire d8 · Roi noir sur case blanche e8 · Pion noir sur case blanche b3 · Tour blanche sur case noire a1 · Tour blanche sur case noire c1 · Roi blanc sur case noire e1 | 3 |
| 2 | Tour noire sur case noire d8 · Roi noir sur case blanche e8 · Pion noir sur case blanche b3 · Tour blanche sur case noire a1 · Tour blanche sur case noire c1 · Roi blanc sur case noire e1 | Tour noire sur case noire d8 · Roi noir sur case blanche e8 · Pion noir sur case blanche b3 · Tour blanche sur case noire a1 · Tour blanche sur case noire c1 · Roi blanc sur case noire e1 | Tour noire sur case noire d8 · Roi noir sur case blanche e8 · Pion noir sur case blanche b3 · Tour blanche sur case noire a1 · Tour blanche sur case noire c1 · Roi blanc sur case noire e1 | Tour noire sur case noire d8 · Roi noir sur case blanche e8 · Pion noir sur case blanche b3 · Tour blanche sur case noire a1 · Tour blanche sur case noire c1 · Roi blanc sur case noire e1 | Tour noire sur case noire d8 · Roi noir sur case blanche e8 · Pion noir sur case blanche b3 · Tour blanche sur case noire a1 · Tour blanche sur case noire c1 · Roi blanc sur case noire e1 | Tour noire sur case noire d8 · Roi noir sur case blanche e8 · Pion noir sur case blanche b3 · Tour blanche sur case noire a1 · Tour blanche sur case noire c1 · Roi blanc sur case noire e1 | Tour noire sur case noire d8 · Roi noir sur case blanche e8 · Pion noir sur case blanche b3 · Tour blanche sur case noire a1 · Tour blanche sur case noire c1 · Roi blanc sur case noire e1 | Tour noire sur case noire d8 · Roi noir sur case blanche e8 · Pion noir sur case blanche b3 · Tour blanche sur case noire a1 · Tour blanche sur case noire c1 · Roi blanc sur case noire e1 | 2 |
| 1 | Tour noire sur case noire d8 · Roi noir sur case blanche e8 · Pion noir sur case blanche b3 · Tour blanche sur case noire a1 · Tour blanche sur case noire c1 · Roi blanc sur case noire e1 | Tour noire sur case noire d8 · Roi noir sur case blanche e8 · Pion noir sur case blanche b3 · Tour blanche sur case noire a1 · Tour blanche sur case noire c1 · Roi blanc sur case noire e1 | Tour noire sur case noire d8 · Roi noir sur case blanche e8 · Pion noir sur case blanche b3 · Tour blanche sur case noire a1 · Tour blanche sur case noire c1 · Roi blanc sur case noire e1 | Tour noire sur case noire d8 · Roi noir sur case blanche e8 · Pion noir sur case blanche b3 · Tour blanche sur case noire a1 · Tour blanche sur case noire c1 · Roi blanc sur case noire e1 | Tour noire sur case noire d8 · Roi noir sur case blanche e8 · Pion noir sur case blanche b3 · Tour blanche sur case noire a1 · Tour blanche sur case noire c1 · Roi blanc sur case noire e1 | Tour noire sur case noire d8 · Roi noir sur case blanche e8 · Pion noir sur case blanche b3 · Tour blanche sur case noire a1 · Tour blanche sur case noire c1 · Roi blanc sur case noire e1 | Tour noire sur case noire d8 · Roi noir sur case blanche e8 · Pion noir sur case blanche b3 · Tour blanche sur case noire a1 · Tour blanche sur case noire c1 · Roi blanc sur case noire e1 | Tour noire sur case noire d8 · Roi noir sur case blanche e8 · Pion noir sur case blanche b3 · Tour blanche sur case noire a1 · Tour blanche sur case noire c1 · Roi blanc sur case noire e1 | 1 |
|   | a | b | c | d | e | f | g | h |   |

Les pions sont également souvent utilisés pour prendre en doubles menaces des pièces adverses: en avançant, un pion peut attaquer deux pièces en diagonale, vers la gauche et vers la droite. Dans le diagramme, les Noirs avec une tour de moins semblent perdus. Toutefois ils jouent 1... b3-b2 (le pion noir descend sur le diagramme) qui fait une double menace entre les deux tours blanches et en capture une quoi qu'il arrive, la partie est ensuite nulle. 
Le terme de « fourchette royale » est quelquefois utilisé pour désigner la situation où le roi et la dame sont pris en fourchette, qui résulte généralement en une perte de la dame.
Les fourchettes montrées ci-dessus sont triviales et, dans la plupart des cas, ne surviendraient de façon directe qu'avec des joueurs débutants. Cependant, elles peuvent être combinées avec d'autres éléments tactiques et survenir au terme de combinaisons de plusieurs coups, elles sont alors tout aussi dévastatrices dans les parties entre joueurs de haut niveau.

## Exemple dans une partie réelle
|   | a | b | c | d | e | f | g | h |   |
| 8 | Tour noire sur case blanche a8 · Roi noir sur case blanche g8 · Pion noir sur case blanche b7 · Dame noire sur case blanche d7 · Pion noir sur case blanche f7 · Fou noir sur case noire g7 · Pion noir sur case blanche h7 · Pion noir sur case blanche g6 · Pion blanc sur case noire c5 · Pion noir sur case blanche d5 · Pion noir sur case blanche a4 · Cavalier noir sur case blanche e4 · Dame blanche sur case noire f4 · Pion blanc sur case noire a3 · Pion blanc sur case blanche f3 · Fou blanc sur case blanche a2 · Fou blanc sur case noire d2 · Pion blanc sur case blanche g2 · Pion blanc sur case noire h2 · Tour blanche sur case noire c1 · Roi blanc sur case blanche h1 | Tour noire sur case blanche a8 · Roi noir sur case blanche g8 · Pion noir sur case blanche b7 · Dame noire sur case blanche d7 · Pion noir sur case blanche f7 · Fou noir sur case noire g7 · Pion noir sur case blanche h7 · Pion noir sur case blanche g6 · Pion blanc sur case noire c5 · Pion noir sur case blanche d5 · Pion noir sur case blanche a4 · Cavalier noir sur case blanche e4 · Dame blanche sur case noire f4 · Pion blanc sur case noire a3 · Pion blanc sur case blanche f3 · Fou blanc sur case blanche a2 · Fou blanc sur case noire d2 · Pion blanc sur case blanche g2 · Pion blanc sur case noire h2 · Tour blanche sur case noire c1 · Roi blanc sur case blanche h1 | Tour noire sur case blanche a8 · Roi noir sur case blanche g8 · Pion noir sur case blanche b7 · Dame noire sur case blanche d7 · Pion noir sur case blanche f7 · Fou noir sur case noire g7 · Pion noir sur case blanche h7 · Pion noir sur case blanche g6 · Pion blanc sur case noire c5 · Pion noir sur case blanche d5 · Pion noir sur case blanche a4 · Cavalier noir sur case blanche e4 · Dame blanche sur case noire f4 · Pion blanc sur case noire a3 · Pion blanc sur case blanche f3 · Fou blanc sur case blanche a2 · Fou blanc sur case noire d2 · Pion blanc sur case blanche g2 · Pion blanc sur case noire h2 · Tour blanche sur case noire c1 · Roi blanc sur case blanche h1 | Tour noire sur case blanche a8 · Roi noir sur case blanche g8 · Pion noir sur case blanche b7 · Dame noire sur case blanche d7 · Pion noir sur case blanche f7 · Fou noir sur case noire g7 · Pion noir sur case blanche h7 · Pion noir sur case blanche g6 · Pion blanc sur case noire c5 · Pion noir sur case blanche d5 · Pion noir sur case blanche a4 · Cavalier noir sur case blanche e4 · Dame blanche sur case noire f4 · Pion blanc sur case noire a3 · Pion blanc sur case blanche f3 · Fou blanc sur case blanche a2 · Fou blanc sur case noire d2 · Pion blanc sur case blanche g2 · Pion blanc sur case noire h2 · Tour blanche sur case noire c1 · Roi blanc sur case blanche h1 | Tour noire sur case blanche a8 · Roi noir sur case blanche g8 · Pion noir sur case blanche b7 · Dame noire sur case blanche d7 · Pion noir sur case blanche f7 · Fou noir sur case noire g7 · Pion noir sur case blanche h7 · Pion noir sur case blanche g6 · Pion blanc sur case noire c5 · Pion noir sur case blanche d5 · Pion noir sur case blanche a4 · Cavalier noir sur case blanche e4 · Dame blanche sur case noire f4 · Pion blanc sur case noire a3 · Pion blanc sur case blanche f3 · Fou blanc sur case blanche a2 · Fou blanc sur case noire d2 · Pion blanc sur case blanche g2 · Pion blanc sur case noire h2 · Tour blanche sur case noire c1 · Roi blanc sur case blanche h1 | Tour noire sur case blanche a8 · Roi noir sur case blanche g8 · Pion noir sur case blanche b7 · Dame noire sur case blanche d7 · Pion noir sur case blanche f7 · Fou noir sur case noire g7 · Pion noir sur case blanche h7 · Pion noir sur case blanche g6 · Pion blanc sur case noire c5 · Pion noir sur case blanche d5 · Pion noir sur case blanche a4 · Cavalier noir sur case blanche e4 · Dame blanche sur case noire f4 · Pion blanc sur case noire a3 · Pion blanc sur case blanche f3 · Fou blanc sur case blanche a2 · Fou blanc sur case noire d2 · Pion blanc sur case blanche g2 · Pion blanc sur case noire h2 · Tour blanche sur case noire c1 · Roi blanc sur case blanche h1 | Tour noire sur case blanche a8 · Roi noir sur case blanche g8 · Pion noir sur case blanche b7 · Dame noire sur case blanche d7 · Pion noir sur case blanche f7 · Fou noir sur case noire g7 · Pion noir sur case blanche h7 · Pion noir sur case blanche g6 · Pion blanc sur case noire c5 · Pion noir sur case blanche d5 · Pion noir sur case blanche a4 · Cavalier noir sur case blanche e4 · Dame blanche sur case noire f4 · Pion blanc sur case noire a3 · Pion blanc sur case blanche f3 · Fou blanc sur case blanche a2 · Fou blanc sur case noire d2 · Pion blanc sur case blanche g2 · Pion blanc sur case noire h2 · Tour blanche sur case noire c1 · Roi blanc sur case blanche h1 | Tour noire sur case blanche a8 · Roi noir sur case blanche g8 · Pion noir sur case blanche b7 · Dame noire sur case blanche d7 · Pion noir sur case blanche f7 · Fou noir sur case noire g7 · Pion noir sur case blanche h7 · Pion noir sur case blanche g6 · Pion blanc sur case noire c5 · Pion noir sur case blanche d5 · Pion noir sur case blanche a4 · Cavalier noir sur case blanche e4 · Dame blanche sur case noire f4 · Pion blanc sur case noire a3 · Pion blanc sur case blanche f3 · Fou blanc sur case blanche a2 · Fou blanc sur case noire d2 · Pion blanc sur case blanche g2 · Pion blanc sur case noire h2 · Tour blanche sur case noire c1 · Roi blanc sur case blanche h1 | 8 |
| 7 | Tour noire sur case blanche a8 · Roi noir sur case blanche g8 · Pion noir sur case blanche b7 · Dame noire sur case blanche d7 · Pion noir sur case blanche f7 · Fou noir sur case noire g7 · Pion noir sur case blanche h7 · Pion noir sur case blanche g6 · Pion blanc sur case noire c5 · Pion noir sur case blanche d5 · Pion noir sur case blanche a4 · Cavalier noir sur case blanche e4 · Dame blanche sur case noire f4 · Pion blanc sur case noire a3 · Pion blanc sur case blanche f3 · Fou blanc sur case blanche a2 · Fou blanc sur case noire d2 · Pion blanc sur case blanche g2 · Pion blanc sur case noire h2 · Tour blanche sur case noire c1 · Roi blanc sur case blanche h1 | Tour noire sur case blanche a8 · Roi noir sur case blanche g8 · Pion noir sur case blanche b7 · Dame noire sur case blanche d7 · Pion noir sur case blanche f7 · Fou noir sur case noire g7 · Pion noir sur case blanche h7 · Pion noir sur case blanche g6 · Pion blanc sur case noire c5 · Pion noir sur case blanche d5 · Pion noir sur case blanche a4 · Cavalier noir sur case blanche e4 · Dame blanche sur case noire f4 · Pion blanc sur case noire a3 · Pion blanc sur case blanche f3 · Fou blanc sur case blanche a2 · Fou blanc sur case noire d2 · Pion blanc sur case blanche g2 · Pion blanc sur case noire h2 · Tour blanche sur case noire c1 · Roi blanc sur case blanche h1 | Tour noire sur case blanche a8 · Roi noir sur case blanche g8 · Pion noir sur case blanche b7 · Dame noire sur case blanche d7 · Pion noir sur case blanche f7 · Fou noir sur case noire g7 · Pion noir sur case blanche h7 · Pion noir sur case blanche g6 · Pion blanc sur case noire c5 · Pion noir sur case blanche d5 · Pion noir sur case blanche a4 · Cavalier noir sur case blanche e4 · Dame blanche sur case noire f4 · Pion blanc sur case noire a3 · Pion blanc sur case blanche f3 · Fou blanc sur case blanche a2 · Fou blanc sur case noire d2 · Pion blanc sur case blanche g2 · Pion blanc sur case noire h2 · Tour blanche sur case noire c1 · Roi blanc sur case blanche h1 | Tour noire sur case blanche a8 · Roi noir sur case blanche g8 · Pion noir sur case blanche b7 · Dame noire sur case blanche d7 · Pion noir sur case blanche f7 · Fou noir sur case noire g7 · Pion noir sur case blanche h7 · Pion noir sur case blanche g6 · Pion blanc sur case noire c5 · Pion noir sur case blanche d5 · Pion noir sur case blanche a4 · Cavalier noir sur case blanche e4 · Dame blanche sur case noire f4 · Pion blanc sur case noire a3 · Pion blanc sur case blanche f3 · Fou blanc sur case blanche a2 · Fou blanc sur case noire d2 · Pion blanc sur case blanche g2 · Pion blanc sur case noire h2 · Tour blanche sur case noire c1 · Roi blanc sur case blanche h1 | Tour noire sur case blanche a8 · Roi noir sur case blanche g8 · Pion noir sur case blanche b7 · Dame noire sur case blanche d7 · Pion noir sur case blanche f7 · Fou noir sur case noire g7 · Pion noir sur case blanche h7 · Pion noir sur case blanche g6 · Pion blanc sur case noire c5 · Pion noir sur case blanche d5 · Pion noir sur case blanche a4 · Cavalier noir sur case blanche e4 · Dame blanche sur case noire f4 · Pion blanc sur case noire a3 · Pion blanc sur case blanche f3 · Fou blanc sur case blanche a2 · Fou blanc sur case noire d2 · Pion blanc sur case blanche g2 · Pion blanc sur case noire h2 · Tour blanche sur case noire c1 · Roi blanc sur case blanche h1 | Tour noire sur case blanche a8 · Roi noir sur case blanche g8 · Pion noir sur case blanche b7 · Dame noire sur case blanche d7 · Pion noir sur case blanche f7 · Fou noir sur case noire g7 · Pion noir sur case blanche h7 · Pion noir sur case blanche g6 · Pion blanc sur case noire c5 · Pion noir sur case blanche d5 · Pion noir sur case blanche a4 · Cavalier noir sur case blanche e4 · Dame blanche sur case noire f4 · Pion blanc sur case noire a3 · Pion blanc sur case blanche f3 · Fou blanc sur case blanche a2 · Fou blanc sur case noire d2 · Pion blanc sur case blanche g2 · Pion blanc sur case noire h2 · Tour blanche sur case noire c1 · Roi blanc sur case blanche h1 | Tour noire sur case blanche a8 · Roi noir sur case blanche g8 · Pion noir sur case blanche b7 · Dame noire sur case blanche d7 · Pion noir sur case blanche f7 · Fou noir sur case noire g7 · Pion noir sur case blanche h7 · Pion noir sur case blanche g6 · Pion blanc sur case noire c5 · Pion noir sur case blanche d5 · Pion noir sur case blanche a4 · Cavalier noir sur case blanche e4 · Dame blanche sur case noire f4 · Pion blanc sur case noire a3 · Pion blanc sur case blanche f3 · Fou blanc sur case blanche a2 · Fou blanc sur case noire d2 · Pion blanc sur case blanche g2 · Pion blanc sur case noire h2 · Tour blanche sur case noire c1 · Roi blanc sur case blanche h1 | Tour noire sur case blanche a8 · Roi noir sur case blanche g8 · Pion noir sur case blanche b7 · Dame noire sur case blanche d7 · Pion noir sur case blanche f7 · Fou noir sur case noire g7 · Pion noir sur case blanche h7 · Pion noir sur case blanche g6 · Pion blanc sur case noire c5 · Pion noir sur case blanche d5 · Pion noir sur case blanche a4 · Cavalier noir sur case blanche e4 · Dame blanche sur case noire f4 · Pion blanc sur case noire a3 · Pion blanc sur case blanche f3 · Fou blanc sur case blanche a2 · Fou blanc sur case noire d2 · Pion blanc sur case blanche g2 · Pion blanc sur case noire h2 · Tour blanche sur case noire c1 · Roi blanc sur case blanche h1 | 7 |
| 6 | Tour noire sur case blanche a8 · Roi noir sur case blanche g8 · Pion noir sur case blanche b7 · Dame noire sur case blanche d7 · Pion noir sur case blanche f7 · Fou noir sur case noire g7 · Pion noir sur case blanche h7 · Pion noir sur case blanche g6 · Pion blanc sur case noire c5 · Pion noir sur case blanche d5 · Pion noir sur case blanche a4 · Cavalier noir sur case blanche e4 · Dame blanche sur case noire f4 · Pion blanc sur case noire a3 · Pion blanc sur case blanche f3 · Fou blanc sur case blanche a2 · Fou blanc sur case noire d2 · Pion blanc sur case blanche g2 · Pion blanc sur case noire h2 · Tour blanche sur case noire c1 · Roi blanc sur case blanche h1 | Tour noire sur case blanche a8 · Roi noir sur case blanche g8 · Pion noir sur case blanche b7 · Dame noire sur case blanche d7 · Pion noir sur case blanche f7 · Fou noir sur case noire g7 · Pion noir sur case blanche h7 · Pion noir sur case blanche g6 · Pion blanc sur case noire c5 · Pion noir sur case blanche d5 · Pion noir sur case blanche a4 · Cavalier noir sur case blanche e4 · Dame blanche sur case noire f4 · Pion blanc sur case noire a3 · Pion blanc sur case blanche f3 · Fou blanc sur case blanche a2 · Fou blanc sur case noire d2 · Pion blanc sur case blanche g2 · Pion blanc sur case noire h2 · Tour blanche sur case noire c1 · Roi blanc sur case blanche h1 | Tour noire sur case blanche a8 · Roi noir sur case blanche g8 · Pion noir sur case blanche b7 · Dame noire sur case blanche d7 · Pion noir sur case blanche f7 · Fou noir sur case noire g7 · Pion noir sur case blanche h7 · Pion noir sur case blanche g6 · Pion blanc sur case noire c5 · Pion noir sur case blanche d5 · Pion noir sur case blanche a4 · Cavalier noir sur case blanche e4 · Dame blanche sur case noire f4 · Pion blanc sur case noire a3 · Pion blanc sur case blanche f3 · Fou blanc sur case blanche a2 · Fou blanc sur case noire d2 · Pion blanc sur case blanche g2 · Pion blanc sur case noire h2 · Tour blanche sur case noire c1 · Roi blanc sur case blanche h1 | Tour noire sur case blanche a8 · Roi noir sur case blanche g8 · Pion noir sur case blanche b7 · Dame noire sur case blanche d7 · Pion noir sur case blanche f7 · Fou noir sur case noire g7 · Pion noir sur case blanche h7 · Pion noir sur case blanche g6 · Pion blanc sur case noire c5 · Pion noir sur case blanche d5 · Pion noir sur case blanche a4 · Cavalier noir sur case blanche e4 · Dame blanche sur case noire f4 · Pion blanc sur case noire a3 · Pion blanc sur case blanche f3 · Fou blanc sur case blanche a2 · Fou blanc sur case noire d2 · Pion blanc sur case blanche g2 · Pion blanc sur case noire h2 · Tour blanche sur case noire c1 · Roi blanc sur case blanche h1 | Tour noire sur case blanche a8 · Roi noir sur case blanche g8 · Pion noir sur case blanche b7 · Dame noire sur case blanche d7 · Pion noir sur case blanche f7 · Fou noir sur case noire g7 · Pion noir sur case blanche h7 · Pion noir sur case blanche g6 · Pion blanc sur case noire c5 · Pion noir sur case blanche d5 · Pion noir sur case blanche a4 · Cavalier noir sur case blanche e4 · Dame blanche sur case noire f4 · Pion blanc sur case noire a3 · Pion blanc sur case blanche f3 · Fou blanc sur case blanche a2 · Fou blanc sur case noire d2 · Pion blanc sur case blanche g2 · Pion blanc sur case noire h2 · Tour blanche sur case noire c1 · Roi blanc sur case blanche h1 | Tour noire sur case blanche a8 · Roi noir sur case blanche g8 · Pion noir sur case blanche b7 · Dame noire sur case blanche d7 · Pion noir sur case blanche f7 · Fou noir sur case noire g7 · Pion noir sur case blanche h7 · Pion noir sur case blanche g6 · Pion blanc sur case noire c5 · Pion noir sur case blanche d5 · Pion noir sur case blanche a4 · Cavalier noir sur case blanche e4 · Dame blanche sur case noire f4 · Pion blanc sur case noire a3 · Pion blanc sur case blanche f3 · Fou blanc sur case blanche a2 · Fou blanc sur case noire d2 · Pion blanc sur case blanche g2 · Pion blanc sur case noire h2 · Tour blanche sur case noire c1 · Roi blanc sur case blanche h1 | Tour noire sur case blanche a8 · Roi noir sur case blanche g8 · Pion noir sur case blanche b7 · Dame noire sur case blanche d7 · Pion noir sur case blanche f7 · Fou noir sur case noire g7 · Pion noir sur case blanche h7 · Pion noir sur case blanche g6 · Pion blanc sur case noire c5 · Pion noir sur case blanche d5 · Pion noir sur case blanche a4 · Cavalier noir sur case blanche e4 · Dame blanche sur case noire f4 · Pion blanc sur case noire a3 · Pion blanc sur case blanche f3 · Fou blanc sur case blanche a2 · Fou blanc sur case noire d2 · Pion blanc sur case blanche g2 · Pion blanc sur case noire h2 · Tour blanche sur case noire c1 · Roi blanc sur case blanche h1 | Tour noire sur case blanche a8 · Roi noir sur case blanche g8 · Pion noir sur case blanche b7 · Dame noire sur case blanche d7 · Pion noir sur case blanche f7 · Fou noir sur case noire g7 · Pion noir sur case blanche h7 · Pion noir sur case blanche g6 · Pion blanc sur case noire c5 · Pion noir sur case blanche d5 · Pion noir sur case blanche a4 · Cavalier noir sur case blanche e4 · Dame blanche sur case noire f4 · Pion blanc sur case noire a3 · Pion blanc sur case blanche f3 · Fou blanc sur case blanche a2 · Fou blanc sur case noire d2 · Pion blanc sur case blanche g2 · Pion blanc sur case noire h2 · Tour blanche sur case noire c1 · Roi blanc sur case blanche h1 | 6 |
| 5 | Tour noire sur case blanche a8 · Roi noir sur case blanche g8 · Pion noir sur case blanche b7 · Dame noire sur case blanche d7 · Pion noir sur case blanche f7 · Fou noir sur case noire g7 · Pion noir sur case blanche h7 · Pion noir sur case blanche g6 · Pion blanc sur case noire c5 · Pion noir sur case blanche d5 · Pion noir sur case blanche a4 · Cavalier noir sur case blanche e4 · Dame blanche sur case noire f4 · Pion blanc sur case noire a3 · Pion blanc sur case blanche f3 · Fou blanc sur case blanche a2 · Fou blanc sur case noire d2 · Pion blanc sur case blanche g2 · Pion blanc sur case noire h2 · Tour blanche sur case noire c1 · Roi blanc sur case blanche h1 | Tour noire sur case blanche a8 · Roi noir sur case blanche g8 · Pion noir sur case blanche b7 · Dame noire sur case blanche d7 · Pion noir sur case blanche f7 · Fou noir sur case noire g7 · Pion noir sur case blanche h7 · Pion noir sur case blanche g6 · Pion blanc sur case noire c5 · Pion noir sur case blanche d5 · Pion noir sur case blanche a4 · Cavalier noir sur case blanche e4 · Dame blanche sur case noire f4 · Pion blanc sur case noire a3 · Pion blanc sur case blanche f3 · Fou blanc sur case blanche a2 · Fou blanc sur case noire d2 · Pion blanc sur case blanche g2 · Pion blanc sur case noire h2 · Tour blanche sur case noire c1 · Roi blanc sur case blanche h1 | Tour noire sur case blanche a8 · Roi noir sur case blanche g8 · Pion noir sur case blanche b7 · Dame noire sur case blanche d7 · Pion noir sur case blanche f7 · Fou noir sur case noire g7 · Pion noir sur case blanche h7 · Pion noir sur case blanche g6 · Pion blanc sur case noire c5 · Pion noir sur case blanche d5 · Pion noir sur case blanche a4 · Cavalier noir sur case blanche e4 · Dame blanche sur case noire f4 · Pion blanc sur case noire a3 · Pion blanc sur case blanche f3 · Fou blanc sur case blanche a2 · Fou blanc sur case noire d2 · Pion blanc sur case blanche g2 · Pion blanc sur case noire h2 · Tour blanche sur case noire c1 · Roi blanc sur case blanche h1 | Tour noire sur case blanche a8 · Roi noir sur case blanche g8 · Pion noir sur case blanche b7 · Dame noire sur case blanche d7 · Pion noir sur case blanche f7 · Fou noir sur case noire g7 · Pion noir sur case blanche h7 · Pion noir sur case blanche g6 · Pion blanc sur case noire c5 · Pion noir sur case blanche d5 · Pion noir sur case blanche a4 · Cavalier noir sur case blanche e4 · Dame blanche sur case noire f4 · Pion blanc sur case noire a3 · Pion blanc sur case blanche f3 · Fou blanc sur case blanche a2 · Fou blanc sur case noire d2 · Pion blanc sur case blanche g2 · Pion blanc sur case noire h2 · Tour blanche sur case noire c1 · Roi blanc sur case blanche h1 | Tour noire sur case blanche a8 · Roi noir sur case blanche g8 · Pion noir sur case blanche b7 · Dame noire sur case blanche d7 · Pion noir sur case blanche f7 · Fou noir sur case noire g7 · Pion noir sur case blanche h7 · Pion noir sur case blanche g6 · Pion blanc sur case noire c5 · Pion noir sur case blanche d5 · Pion noir sur case blanche a4 · Cavalier noir sur case blanche e4 · Dame blanche sur case noire f4 · Pion blanc sur case noire a3 · Pion blanc sur case blanche f3 · Fou blanc sur case blanche a2 · Fou blanc sur case noire d2 · Pion blanc sur case blanche g2 · Pion blanc sur case noire h2 · Tour blanche sur case noire c1 · Roi blanc sur case blanche h1 | Tour noire sur case blanche a8 · Roi noir sur case blanche g8 · Pion noir sur case blanche b7 · Dame noire sur case blanche d7 · Pion noir sur case blanche f7 · Fou noir sur case noire g7 · Pion noir sur case blanche h7 · Pion noir sur case blanche g6 · Pion blanc sur case noire c5 · Pion noir sur case blanche d5 · Pion noir sur case blanche a4 · Cavalier noir sur case blanche e4 · Dame blanche sur case noire f4 · Pion blanc sur case noire a3 · Pion blanc sur case blanche f3 · Fou blanc sur case blanche a2 · Fou blanc sur case noire d2 · Pion blanc sur case blanche g2 · Pion blanc sur case noire h2 · Tour blanche sur case noire c1 · Roi blanc sur case blanche h1 | Tour noire sur case blanche a8 · Roi noir sur case blanche g8 · Pion noir sur case blanche b7 · Dame noire sur case blanche d7 · Pion noir sur case blanche f7 · Fou noir sur case noire g7 · Pion noir sur case blanche h7 · Pion noir sur case blanche g6 · Pion blanc sur case noire c5 · Pion noir sur case blanche d5 · Pion noir sur case blanche a4 · Cavalier noir sur case blanche e4 · Dame blanche sur case noire f4 · Pion blanc sur case noire a3 · Pion blanc sur case blanche f3 · Fou blanc sur case blanche a2 · Fou blanc sur case noire d2 · Pion blanc sur case blanche g2 · Pion blanc sur case noire h2 · Tour blanche sur case noire c1 · Roi blanc sur case blanche h1 | Tour noire sur case blanche a8 · Roi noir sur case blanche g8 · Pion noir sur case blanche b7 · Dame noire sur case blanche d7 · Pion noir sur case blanche f7 · Fou noir sur case noire g7 · Pion noir sur case blanche h7 · Pion noir sur case blanche g6 · Pion blanc sur case noire c5 · Pion noir sur case blanche d5 · Pion noir sur case blanche a4 · Cavalier noir sur case blanche e4 · Dame blanche sur case noire f4 · Pion blanc sur case noire a3 · Pion blanc sur case blanche f3 · Fou blanc sur case blanche a2 · Fou blanc sur case noire d2 · Pion blanc sur case blanche g2 · Pion blanc sur case noire h2 · Tour blanche sur case noire c1 · Roi blanc sur case blanche h1 | 5 |
| 4 | Tour noire sur case blanche a8 · Roi noir sur case blanche g8 · Pion noir sur case blanche b7 · Dame noire sur case blanche d7 · Pion noir sur case blanche f7 · Fou noir sur case noire g7 · Pion noir sur case blanche h7 · Pion noir sur case blanche g6 · Pion blanc sur case noire c5 · Pion noir sur case blanche d5 · Pion noir sur case blanche a4 · Cavalier noir sur case blanche e4 · Dame blanche sur case noire f4 · Pion blanc sur case noire a3 · Pion blanc sur case blanche f3 · Fou blanc sur case blanche a2 · Fou blanc sur case noire d2 · Pion blanc sur case blanche g2 · Pion blanc sur case noire h2 · Tour blanche sur case noire c1 · Roi blanc sur case blanche h1 | Tour noire sur case blanche a8 · Roi noir sur case blanche g8 · Pion noir sur case blanche b7 · Dame noire sur case blanche d7 · Pion noir sur case blanche f7 · Fou noir sur case noire g7 · Pion noir sur case blanche h7 · Pion noir sur case blanche g6 · Pion blanc sur case noire c5 · Pion noir sur case blanche d5 · Pion noir sur case blanche a4 · Cavalier noir sur case blanche e4 · Dame blanche sur case noire f4 · Pion blanc sur case noire a3 · Pion blanc sur case blanche f3 · Fou blanc sur case blanche a2 · Fou blanc sur case noire d2 · Pion blanc sur case blanche g2 · Pion blanc sur case noire h2 · Tour blanche sur case noire c1 · Roi blanc sur case blanche h1 | Tour noire sur case blanche a8 · Roi noir sur case blanche g8 · Pion noir sur case blanche b7 · Dame noire sur case blanche d7 · Pion noir sur case blanche f7 · Fou noir sur case noire g7 · Pion noir sur case blanche h7 · Pion noir sur case blanche g6 · Pion blanc sur case noire c5 · Pion noir sur case blanche d5 · Pion noir sur case blanche a4 · Cavalier noir sur case blanche e4 · Dame blanche sur case noire f4 · Pion blanc sur case noire a3 · Pion blanc sur case blanche f3 · Fou blanc sur case blanche a2 · Fou blanc sur case noire d2 · Pion blanc sur case blanche g2 · Pion blanc sur case noire h2 · Tour blanche sur case noire c1 · Roi blanc sur case blanche h1 | Tour noire sur case blanche a8 · Roi noir sur case blanche g8 · Pion noir sur case blanche b7 · Dame noire sur case blanche d7 · Pion noir sur case blanche f7 · Fou noir sur case noire g7 · Pion noir sur case blanche h7 · Pion noir sur case blanche g6 · Pion blanc sur case noire c5 · Pion noir sur case blanche d5 · Pion noir sur case blanche a4 · Cavalier noir sur case blanche e4 · Dame blanche sur case noire f4 · Pion blanc sur case noire a3 · Pion blanc sur case blanche f3 · Fou blanc sur case blanche a2 · Fou blanc sur case noire d2 · Pion blanc sur case blanche g2 · Pion blanc sur case noire h2 · Tour blanche sur case noire c1 · Roi blanc sur case blanche h1 | Tour noire sur case blanche a8 · Roi noir sur case blanche g8 · Pion noir sur case blanche b7 · Dame noire sur case blanche d7 · Pion noir sur case blanche f7 · Fou noir sur case noire g7 · Pion noir sur case blanche h7 · Pion noir sur case blanche g6 · Pion blanc sur case noire c5 · Pion noir sur case blanche d5 · Pion noir sur case blanche a4 · Cavalier noir sur case blanche e4 · Dame blanche sur case noire f4 · Pion blanc sur case noire a3 · Pion blanc sur case blanche f3 · Fou blanc sur case blanche a2 · Fou blanc sur case noire d2 · Pion blanc sur case blanche g2 · Pion blanc sur case noire h2 · Tour blanche sur case noire c1 · Roi blanc sur case blanche h1 | Tour noire sur case blanche a8 · Roi noir sur case blanche g8 · Pion noir sur case blanche b7 · Dame noire sur case blanche d7 · Pion noir sur case blanche f7 · Fou noir sur case noire g7 · Pion noir sur case blanche h7 · Pion noir sur case blanche g6 · Pion blanc sur case noire c5 · Pion noir sur case blanche d5 · Pion noir sur case blanche a4 · Cavalier noir sur case blanche e4 · Dame blanche sur case noire f4 · Pion blanc sur case noire a3 · Pion blanc sur case blanche f3 · Fou blanc sur case blanche a2 · Fou blanc sur case noire d2 · Pion blanc sur case blanche g2 · Pion blanc sur case noire h2 · Tour blanche sur case noire c1 · Roi blanc sur case blanche h1 | Tour noire sur case blanche a8 · Roi noir sur case blanche g8 · Pion noir sur case blanche b7 · Dame noire sur case blanche d7 · Pion noir sur case blanche f7 · Fou noir sur case noire g7 · Pion noir sur case blanche h7 · Pion noir sur case blanche g6 · Pion blanc sur case noire c5 · Pion noir sur case blanche d5 · Pion noir sur case blanche a4 · Cavalier noir sur case blanche e4 · Dame blanche sur case noire f4 · Pion blanc sur case noire a3 · Pion blanc sur case blanche f3 · Fou blanc sur case blanche a2 · Fou blanc sur case noire d2 · Pion blanc sur case blanche g2 · Pion blanc sur case noire h2 · Tour blanche sur case noire c1 · Roi blanc sur case blanche h1 | Tour noire sur case blanche a8 · Roi noir sur case blanche g8 · Pion noir sur case blanche b7 · Dame noire sur case blanche d7 · Pion noir sur case blanche f7 · Fou noir sur case noire g7 · Pion noir sur case blanche h7 · Pion noir sur case blanche g6 · Pion blanc sur case noire c5 · Pion noir sur case blanche d5 · Pion noir sur case blanche a4 · Cavalier noir sur case blanche e4 · Dame blanche sur case noire f4 · Pion blanc sur case noire a3 · Pion blanc sur case blanche f3 · Fou blanc sur case blanche a2 · Fou blanc sur case noire d2 · Pion blanc sur case blanche g2 · Pion blanc sur case noire h2 · Tour blanche sur case noire c1 · Roi blanc sur case blanche h1 | 4 |
| 3 | Tour noire sur case blanche a8 · Roi noir sur case blanche g8 · Pion noir sur case blanche b7 · Dame noire sur case blanche d7 · Pion noir sur case blanche f7 · Fou noir sur case noire g7 · Pion noir sur case blanche h7 · Pion noir sur case blanche g6 · Pion blanc sur case noire c5 · Pion noir sur case blanche d5 · Pion noir sur case blanche a4 · Cavalier noir sur case blanche e4 · Dame blanche sur case noire f4 · Pion blanc sur case noire a3 · Pion blanc sur case blanche f3 · Fou blanc sur case blanche a2 · Fou blanc sur case noire d2 · Pion blanc sur case blanche g2 · Pion blanc sur case noire h2 · Tour blanche sur case noire c1 · Roi blanc sur case blanche h1 | Tour noire sur case blanche a8 · Roi noir sur case blanche g8 · Pion noir sur case blanche b7 · Dame noire sur case blanche d7 · Pion noir sur case blanche f7 · Fou noir sur case noire g7 · Pion noir sur case blanche h7 · Pion noir sur case blanche g6 · Pion blanc sur case noire c5 · Pion noir sur case blanche d5 · Pion noir sur case blanche a4 · Cavalier noir sur case blanche e4 · Dame blanche sur case noire f4 · Pion blanc sur case noire a3 · Pion blanc sur case blanche f3 · Fou blanc sur case blanche a2 · Fou blanc sur case noire d2 · Pion blanc sur case blanche g2 · Pion blanc sur case noire h2 · Tour blanche sur case noire c1 · Roi blanc sur case blanche h1 | Tour noire sur case blanche a8 · Roi noir sur case blanche g8 · Pion noir sur case blanche b7 · Dame noire sur case blanche d7 · Pion noir sur case blanche f7 · Fou noir sur case noire g7 · Pion noir sur case blanche h7 · Pion noir sur case blanche g6 · Pion blanc sur case noire c5 · Pion noir sur case blanche d5 · Pion noir sur case blanche a4 · Cavalier noir sur case blanche e4 · Dame blanche sur case noire f4 · Pion blanc sur case noire a3 · Pion blanc sur case blanche f3 · Fou blanc sur case blanche a2 · Fou blanc sur case noire d2 · Pion blanc sur case blanche g2 · Pion blanc sur case noire h2 · Tour blanche sur case noire c1 · Roi blanc sur case blanche h1 | Tour noire sur case blanche a8 · Roi noir sur case blanche g8 · Pion noir sur case blanche b7 · Dame noire sur case blanche d7 · Pion noir sur case blanche f7 · Fou noir sur case noire g7 · Pion noir sur case blanche h7 · Pion noir sur case blanche g6 · Pion blanc sur case noire c5 · Pion noir sur case blanche d5 · Pion noir sur case blanche a4 · Cavalier noir sur case blanche e4 · Dame blanche sur case noire f4 · Pion blanc sur case noire a3 · Pion blanc sur case blanche f3 · Fou blanc sur case blanche a2 · Fou blanc sur case noire d2 · Pion blanc sur case blanche g2 · Pion blanc sur case noire h2 · Tour blanche sur case noire c1 · Roi blanc sur case blanche h1 | Tour noire sur case blanche a8 · Roi noir sur case blanche g8 · Pion noir sur case blanche b7 · Dame noire sur case blanche d7 · Pion noir sur case blanche f7 · Fou noir sur case noire g7 · Pion noir sur case blanche h7 · Pion noir sur case blanche g6 · Pion blanc sur case noire c5 · Pion noir sur case blanche d5 · Pion noir sur case blanche a4 · Cavalier noir sur case blanche e4 · Dame blanche sur case noire f4 · Pion blanc sur case noire a3 · Pion blanc sur case blanche f3 · Fou blanc sur case blanche a2 · Fou blanc sur case noire d2 · Pion blanc sur case blanche g2 · Pion blanc sur case noire h2 · Tour blanche sur case noire c1 · Roi blanc sur case blanche h1 | Tour noire sur case blanche a8 · Roi noir sur case blanche g8 · Pion noir sur case blanche b7 · Dame noire sur case blanche d7 · Pion noir sur case blanche f7 · Fou noir sur case noire g7 · Pion noir sur case blanche h7 · Pion noir sur case blanche g6 · Pion blanc sur case noire c5 · Pion noir sur case blanche d5 · Pion noir sur case blanche a4 · Cavalier noir sur case blanche e4 · Dame blanche sur case noire f4 · Pion blanc sur case noire a3 · Pion blanc sur case blanche f3 · Fou blanc sur case blanche a2 · Fou blanc sur case noire d2 · Pion blanc sur case blanche g2 · Pion blanc sur case noire h2 · Tour blanche sur case noire c1 · Roi blanc sur case blanche h1 | Tour noire sur case blanche a8 · Roi noir sur case blanche g8 · Pion noir sur case blanche b7 · Dame noire sur case blanche d7 · Pion noir sur case blanche f7 · Fou noir sur case noire g7 · Pion noir sur case blanche h7 · Pion noir sur case blanche g6 · Pion blanc sur case noire c5 · Pion noir sur case blanche d5 · Pion noir sur case blanche a4 · Cavalier noir sur case blanche e4 · Dame blanche sur case noire f4 · Pion blanc sur case noire a3 · Pion blanc sur case blanche f3 · Fou blanc sur case blanche a2 · Fou blanc sur case noire d2 · Pion blanc sur case blanche g2 · Pion blanc sur case noire h2 · Tour blanche sur case noire c1 · Roi blanc sur case blanche h1 | Tour noire sur case blanche a8 · Roi noir sur case blanche g8 · Pion noir sur case blanche b7 · Dame noire sur case blanche d7 · Pion noir sur case blanche f7 · Fou noir sur case noire g7 · Pion noir sur case blanche h7 · Pion noir sur case blanche g6 · Pion blanc sur case noire c5 · Pion noir sur case blanche d5 · Pion noir sur case blanche a4 · Cavalier noir sur case blanche e4 · Dame blanche sur case noire f4 · Pion blanc sur case noire a3 · Pion blanc sur case blanche f3 · Fou blanc sur case blanche a2 · Fou blanc sur case noire d2 · Pion blanc sur case blanche g2 · Pion blanc sur case noire h2 · Tour blanche sur case noire c1 · Roi blanc sur case blanche h1 | 3 |
| 2 | Tour noire sur case blanche a8 · Roi noir sur case blanche g8 · Pion noir sur case blanche b7 · Dame noire sur case blanche d7 · Pion noir sur case blanche f7 · Fou noir sur case noire g7 · Pion noir sur case blanche h7 · Pion noir sur case blanche g6 · Pion blanc sur case noire c5 · Pion noir sur case blanche d5 · Pion noir sur case blanche a4 · Cavalier noir sur case blanche e4 · Dame blanche sur case noire f4 · Pion blanc sur case noire a3 · Pion blanc sur case blanche f3 · Fou blanc sur case blanche a2 · Fou blanc sur case noire d2 · Pion blanc sur case blanche g2 · Pion blanc sur case noire h2 · Tour blanche sur case noire c1 · Roi blanc sur case blanche h1 | Tour noire sur case blanche a8 · Roi noir sur case blanche g8 · Pion noir sur case blanche b7 · Dame noire sur case blanche d7 · Pion noir sur case blanche f7 · Fou noir sur case noire g7 · Pion noir sur case blanche h7 · Pion noir sur case blanche g6 · Pion blanc sur case noire c5 · Pion noir sur case blanche d5 · Pion noir sur case blanche a4 · Cavalier noir sur case blanche e4 · Dame blanche sur case noire f4 · Pion blanc sur case noire a3 · Pion blanc sur case blanche f3 · Fou blanc sur case blanche a2 · Fou blanc sur case noire d2 · Pion blanc sur case blanche g2 · Pion blanc sur case noire h2 · Tour blanche sur case noire c1 · Roi blanc sur case blanche h1 | Tour noire sur case blanche a8 · Roi noir sur case blanche g8 · Pion noir sur case blanche b7 · Dame noire sur case blanche d7 · Pion noir sur case blanche f7 · Fou noir sur case noire g7 · Pion noir sur case blanche h7 · Pion noir sur case blanche g6 · Pion blanc sur case noire c5 · Pion noir sur case blanche d5 · Pion noir sur case blanche a4 · Cavalier noir sur case blanche e4 · Dame blanche sur case noire f4 · Pion blanc sur case noire a3 · Pion blanc sur case blanche f3 · Fou blanc sur case blanche a2 · Fou blanc sur case noire d2 · Pion blanc sur case blanche g2 · Pion blanc sur case noire h2 · Tour blanche sur case noire c1 · Roi blanc sur case blanche h1 | Tour noire sur case blanche a8 · Roi noir sur case blanche g8 · Pion noir sur case blanche b7 · Dame noire sur case blanche d7 · Pion noir sur case blanche f7 · Fou noir sur case noire g7 · Pion noir sur case blanche h7 · Pion noir sur case blanche g6 · Pion blanc sur case noire c5 · Pion noir sur case blanche d5 · Pion noir sur case blanche a4 · Cavalier noir sur case blanche e4 · Dame blanche sur case noire f4 · Pion blanc sur case noire a3 · Pion blanc sur case blanche f3 · Fou blanc sur case blanche a2 · Fou blanc sur case noire d2 · Pion blanc sur case blanche g2 · Pion blanc sur case noire h2 · Tour blanche sur case noire c1 · Roi blanc sur case blanche h1 | Tour noire sur case blanche a8 · Roi noir sur case blanche g8 · Pion noir sur case blanche b7 · Dame noire sur case blanche d7 · Pion noir sur case blanche f7 · Fou noir sur case noire g7 · Pion noir sur case blanche h7 · Pion noir sur case blanche g6 · Pion blanc sur case noire c5 · Pion noir sur case blanche d5 · Pion noir sur case blanche a4 · Cavalier noir sur case blanche e4 · Dame blanche sur case noire f4 · Pion blanc sur case noire a3 · Pion blanc sur case blanche f3 · Fou blanc sur case blanche a2 · Fou blanc sur case noire d2 · Pion blanc sur case blanche g2 · Pion blanc sur case noire h2 · Tour blanche sur case noire c1 · Roi blanc sur case blanche h1 | Tour noire sur case blanche a8 · Roi noir sur case blanche g8 · Pion noir sur case blanche b7 · Dame noire sur case blanche d7 · Pion noir sur case blanche f7 · Fou noir sur case noire g7 · Pion noir sur case blanche h7 · Pion noir sur case blanche g6 · Pion blanc sur case noire c5 · Pion noir sur case blanche d5 · Pion noir sur case blanche a4 · Cavalier noir sur case blanche e4 · Dame blanche sur case noire f4 · Pion blanc sur case noire a3 · Pion blanc sur case blanche f3 · Fou blanc sur case blanche a2 · Fou blanc sur case noire d2 · Pion blanc sur case blanche g2 · Pion blanc sur case noire h2 · Tour blanche sur case noire c1 · Roi blanc sur case blanche h1 | Tour noire sur case blanche a8 · Roi noir sur case blanche g8 · Pion noir sur case blanche b7 · Dame noire sur case blanche d7 · Pion noir sur case blanche f7 · Fou noir sur case noire g7 · Pion noir sur case blanche h7 · Pion noir sur case blanche g6 · Pion blanc sur case noire c5 · Pion noir sur case blanche d5 · Pion noir sur case blanche a4 · Cavalier noir sur case blanche e4 · Dame blanche sur case noire f4 · Pion blanc sur case noire a3 · Pion blanc sur case blanche f3 · Fou blanc sur case blanche a2 · Fou blanc sur case noire d2 · Pion blanc sur case blanche g2 · Pion blanc sur case noire h2 · Tour blanche sur case noire c1 · Roi blanc sur case blanche h1 | Tour noire sur case blanche a8 · Roi noir sur case blanche g8 · Pion noir sur case blanche b7 · Dame noire sur case blanche d7 · Pion noir sur case blanche f7 · Fou noir sur case noire g7 · Pion noir sur case blanche h7 · Pion noir sur case blanche g6 · Pion blanc sur case noire c5 · Pion noir sur case blanche d5 · Pion noir sur case blanche a4 · Cavalier noir sur case blanche e4 · Dame blanche sur case noire f4 · Pion blanc sur case noire a3 · Pion blanc sur case blanche f3 · Fou blanc sur case blanche a2 · Fou blanc sur case noire d2 · Pion blanc sur case blanche g2 · Pion blanc sur case noire h2 · Tour blanche sur case noire c1 · Roi blanc sur case blanche h1 | 2 |
| 1 | Tour noire sur case blanche a8 · Roi noir sur case blanche g8 · Pion noir sur case blanche b7 · Dame noire sur case blanche d7 · Pion noir sur case blanche f7 · Fou noir sur case noire g7 · Pion noir sur case blanche h7 · Pion noir sur case blanche g6 · Pion blanc sur case noire c5 · Pion noir sur case blanche d5 · Pion noir sur case blanche a4 · Cavalier noir sur case blanche e4 · Dame blanche sur case noire f4 · Pion blanc sur case noire a3 · Pion blanc sur case blanche f3 · Fou blanc sur case blanche a2 · Fou blanc sur case noire d2 · Pion blanc sur case blanche g2 · Pion blanc sur case noire h2 · Tour blanche sur case noire c1 · Roi blanc sur case blanche h1 | Tour noire sur case blanche a8 · Roi noir sur case blanche g8 · Pion noir sur case blanche b7 · Dame noire sur case blanche d7 · Pion noir sur case blanche f7 · Fou noir sur case noire g7 · Pion noir sur case blanche h7 · Pion noir sur case blanche g6 · Pion blanc sur case noire c5 · Pion noir sur case blanche d5 · Pion noir sur case blanche a4 · Cavalier noir sur case blanche e4 · Dame blanche sur case noire f4 · Pion blanc sur case noire a3 · Pion blanc sur case blanche f3 · Fou blanc sur case blanche a2 · Fou blanc sur case noire d2 · Pion blanc sur case blanche g2 · Pion blanc sur case noire h2 · Tour blanche sur case noire c1 · Roi blanc sur case blanche h1 | Tour noire sur case blanche a8 · Roi noir sur case blanche g8 · Pion noir sur case blanche b7 · Dame noire sur case blanche d7 · Pion noir sur case blanche f7 · Fou noir sur case noire g7 · Pion noir sur case blanche h7 · Pion noir sur case blanche g6 · Pion blanc sur case noire c5 · Pion noir sur case blanche d5 · Pion noir sur case blanche a4 · Cavalier noir sur case blanche e4 · Dame blanche sur case noire f4 · Pion blanc sur case noire a3 · Pion blanc sur case blanche f3 · Fou blanc sur case blanche a2 · Fou blanc sur case noire d2 · Pion blanc sur case blanche g2 · Pion blanc sur case noire h2 · Tour blanche sur case noire c1 · Roi blanc sur case blanche h1 | Tour noire sur case blanche a8 · Roi noir sur case blanche g8 · Pion noir sur case blanche b7 · Dame noire sur case blanche d7 · Pion noir sur case blanche f7 · Fou noir sur case noire g7 · Pion noir sur case blanche h7 · Pion noir sur case blanche g6 · Pion blanc sur case noire c5 · Pion noir sur case blanche d5 · Pion noir sur case blanche a4 · Cavalier noir sur case blanche e4 · Dame blanche sur case noire f4 · Pion blanc sur case noire a3 · Pion blanc sur case blanche f3 · Fou blanc sur case blanche a2 · Fou blanc sur case noire d2 · Pion blanc sur case blanche g2 · Pion blanc sur case noire h2 · Tour blanche sur case noire c1 · Roi blanc sur case blanche h1 | Tour noire sur case blanche a8 · Roi noir sur case blanche g8 · Pion noir sur case blanche b7 · Dame noire sur case blanche d7 · Pion noir sur case blanche f7 · Fou noir sur case noire g7 · Pion noir sur case blanche h7 · Pion noir sur case blanche g6 · Pion blanc sur case noire c5 · Pion noir sur case blanche d5 · Pion noir sur case blanche a4 · Cavalier noir sur case blanche e4 · Dame blanche sur case noire f4 · Pion blanc sur case noire a3 · Pion blanc sur case blanche f3 · Fou blanc sur case blanche a2 · Fou blanc sur case noire d2 · Pion blanc sur case blanche g2 · Pion blanc sur case noire h2 · Tour blanche sur case noire c1 · Roi blanc sur case blanche h1 | Tour noire sur case blanche a8 · Roi noir sur case blanche g8 · Pion noir sur case blanche b7 · Dame noire sur case blanche d7 · Pion noir sur case blanche f7 · Fou noir sur case noire g7 · Pion noir sur case blanche h7 · Pion noir sur case blanche g6 · Pion blanc sur case noire c5 · Pion noir sur case blanche d5 · Pion noir sur case blanche a4 · Cavalier noir sur case blanche e4 · Dame blanche sur case noire f4 · Pion blanc sur case noire a3 · Pion blanc sur case blanche f3 · Fou blanc sur case blanche a2 · Fou blanc sur case noire d2 · Pion blanc sur case blanche g2 · Pion blanc sur case noire h2 · Tour blanche sur case noire c1 · Roi blanc sur case blanche h1 | Tour noire sur case blanche a8 · Roi noir sur case blanche g8 · Pion noir sur case blanche b7 · Dame noire sur case blanche d7 · Pion noir sur case blanche f7 · Fou noir sur case noire g7 · Pion noir sur case blanche h7 · Pion noir sur case blanche g6 · Pion blanc sur case noire c5 · Pion noir sur case blanche d5 · Pion noir sur case blanche a4 · Cavalier noir sur case blanche e4 · Dame blanche sur case noire f4 · Pion blanc sur case noire a3 · Pion blanc sur case blanche f3 · Fou blanc sur case blanche a2 · Fou blanc sur case noire d2 · Pion blanc sur case blanche g2 · Pion blanc sur case noire h2 · Tour blanche sur case noire c1 · Roi blanc sur case blanche h1 | Tour noire sur case blanche a8 · Roi noir sur case blanche g8 · Pion noir sur case blanche b7 · Dame noire sur case blanche d7 · Pion noir sur case blanche f7 · Fou noir sur case noire g7 · Pion noir sur case blanche h7 · Pion noir sur case blanche g6 · Pion blanc sur case noire c5 · Pion noir sur case blanche d5 · Pion noir sur case blanche a4 · Cavalier noir sur case blanche e4 · Dame blanche sur case noire f4 · Pion blanc sur case noire a3 · Pion blanc sur case blanche f3 · Fou blanc sur case blanche a2 · Fou blanc sur case noire d2 · Pion blanc sur case blanche g2 · Pion blanc sur case noire h2 · Tour blanche sur case noire c1 · Roi blanc sur case blanche h1 | 1 |
|   | a | b | c | d | e | f | g | h |   |

Les Noirs jouent et gagnent (solution ci-dessus).
La position suivante est issue de la première ronde du Championnat du monde de la Fédération internationale des échecs 2004 entre Mohamed Tissir et Alekseï Dreïev après le 33e coup des Blancs :
Après 33. ... Cf2+ 34.Rg1 (le seul coup légal) 34. ... Cd3 et les Blancs abandonnent. Dans la position finale, le cavalier noir attaque à la fois la dame et la tour blanches, si bien qu'après que la dame se sera déplacée, les blancs perdront la « qualité » (une tour contre une pièce mineure). Ces coups sont donnés en notation algébrique.